# Filip Hrgović
Filip Hrgović (* 4. Juni 1992 in Zagreb, Kroatien) ist ein kroatischer Profiboxer im Schwergewicht. In den Weltranglisten der Herausforderer wird er von der WBC auf Platz 5, der IBF und dem Ring Magazine auf Platz 6, sowie der WBO und der WBA auf Platz 7 geführt (Stand: Mai 2025).
Als Amateur war er unter anderem Jugend-Weltmeister 2010, Europameister 2015 und Bronzemedaillengewinner der Olympischen Spiele 2016.

## Amateurkarriere
Filip Hrgović ist kroatischer Juniorenmeister 2008 und kroatischer Jugendmeister 2009. Sein erster großer Erfolg war der Gewinn der Jugend-Weltmeisterschaften 2010 in Baku, wobei er unter anderem Joseph Parker und Tony Yoka besiegen konnte.
Bei den Weltmeisterschaften 2011 in Baku besiegte er Michail Bachtidse und Mihai Nistor, ehe er im Viertelfinale beim Kampf um einen Medaillenplatz mit 16:20 gegen Iwan Dytschko ausschied. Auch bei der europäischen Olympiaqualifikation 2012 in Trabzon schied er knapp mit 14:15 gegen Magomed Omarow im Viertelfinale aus, nachdem er zuvor Kaspar Vaha und Ņikita Maculevičs besiegt hatte.
Die Weltmeisterschaften 2013 in Almaty beendete er nach einer Niederlage im Viertelfinale gegen Roberto Cammarelle, nachdem er sich zuvor gegen Mirsochid Abdullajew und Gu Guangming durchgesetzt hatte.
Seinen bis dahin größten Erfolg erzielte er bei den Europameisterschaften 2015 in Samokow. Durch Siege gegen Dean Gardiner, Michail Bachtidse, Mihai Nistor und Florian Schulz, wurde er Europameister und qualifizierte sich damit auch für die Weltmeisterschaften 2015 in Doha. Dort schlug er Petar Belberow beim Einzug ins Viertelfinale, verlor aber dann knapp mit 1:2 beim Kampf um einen Medaillenplatz gegen Tony Yoka.
Bei den Olympischen Spielen 2016 in Rio de Janeiro gewann er eine Bronzemedaille. Er besiegte Ali Eren Demirezen und Lenier Pero, wodurch er ins Halbfinale einzog. Dort schied er mit 1:2 gegen den späteren Goldmedaillengewinner Tony Yoka aus.
Darüber hinaus ist er kroatischer Meister der Jahre 2011 bis 2016.

### World Series of Boxing
Filip Hrgović gilt als einer der erfolgreichsten Boxer in der 2010 gegründeten World Series of Boxing (WSB). Schon in der ersten Saison 2010/11 gewann er mit Paris United den WSB-Titel und wiederholte diesen Erfolg 2012/13 und 2014/15 mit dem Team Astana Arlans. Er gewann zudem die Individualwertung 2011/12 und erkämpfte sich 2015 mit sieben Siegen in Folge den einzigen WSB-Olympiaplatz im Superschwergewicht für die Olympischen Spiele 2016. Insgesamt gewann er in der WSB 25 von 29 Kämpfen.

## Profikarriere
Im Jahre 2017 unterschrieb Hrgović bei Sauerland Event. Ende September jenes Jahres gab er erfolgreich gegen den Brasilianer Raphael Zumbano (Bilanz: 39-15) sein Profidebüt mit einem Technischen Knockout (TKO) in Runde 1. Seinen zweiten Kampf, den er gegen Pavel Šour (6-0) durch KO in der ersten Runde für sich entschied, fand am 27. Oktober desselben Jahres statt.
Ende Januar 2018 schlug er den Briten Tom Little (10-4) in einem Kampf durch TKO in der vierten Runde. Im darauffolgenden Monat gewann Hrgović gegen den Iren Sean Turner (12-1) über acht Runden einstimmig nach Punkten und musste somit erstmals über die volle Distanz. Im Juni 2018 besiegte er den Mexikaner Filiberto Tovar (9-0) durch TKO in der vierten Runde.
Durch einen KO-Sieg in der dritten Runde gegen Amir Mansour (23-2) am 8. September 2018, gewann er den Titel WBC International Champion im Schwergewicht. Im Dezember 2018 besiegte er Kevin Johnson (33-11) einstimmig über acht Runden.
Im Februar 2019 unterschrieb er einen Co-Promotion-Vertrag mit Matchroom Boxing des englischen Promoters Eddie Hearn. Am 25. Mai 2019 gewann er in Oxon Hill sein US-Debüt durch TKO in der ersten Runde gegen Gregory Corbin (15-1).
Im August 2019 gewann er durch KO in der dritten Runde gegen den Mexikaner Mario Heredia (16-6). Einen weiteren Sieg durch KO in der dritten Runde erzielte er im Dezember 2019 gegen Eric Molina (27-5). Molina war bereits unter anderem WM-Herausforderer von Deontay Wilder und Anthony Joshua. Im November 2020 besiegte er Rydell Booker (26-3) durch TKO in der fünften Runde.
Im September 2021 bezwang er Marko Radonjić (22-0) und im Dezember 2021 Emir Ahmatović (10-0) jeweils durch TKO in der dritten Runde. Im August 2022 siegte er zudem einstimmig gegen den Chinesen Zhang Zhilei (24-0) und im August 2023 durch TKO in der zwölften Runde gegen Demsey McKean (22-0). Am 23. Dezember 2023 gewann er durch TKO in der ersten Runde gegen den Australier Mark De Mori (41-2).
Am 1. Juni 2024 verlor er beim Kampf um die IBF-Interimsweltmeisterschaft durch TKO in Runde 8 gegen Daniel Dubois (20-2). In seinen nächsten Kämpfen 2025 siegte er dann jeweils einstimmig gegen Joseph Joyce (16-3) und David Adeleye (14-1).

## Liste der Profikämpfe
| 19 Siege (14 K.-o.-Siege), 1 Niederlagen, 0 Unentschieden |               |                                                      |                                                                  |                                    |
| Jahr                                                      | Tag           | Ort                                                  | Gegner                                                           | Ergebnis für Hrgovic               |
| 2017                                                      | 30. September | Arena Riga, Riga, Lettland                           | Raphael Zumbano                                                  | Sieg / TKO 1. Runde                |
| 2017                                                      | 27. Oktober   | Sport- und Kongresshalle, Schwerin, Deutschland      | Pavel Sour                                                       | Sieg / KO 1. Runde                 |
| 2018                                                      | 27. Januar    | Arena Riga, Riga, Lettland                           | Tom Little                                                       | Sieg / TKO 4. Runde                |
| 2018                                                      | 24. Februar   | Arena Nürnberger Versicherung, Nürnberg, Deutschland | Sean Turner                                                      | Punktsieg (einstimmig) / 8 Runden  |
| 2018                                                      | 9. Juni       | Arnulfstraße 62, München, Deutschland                | Filiberto Tovar                                                  | Sieg / TKO 4. Runde                |
| 2018                                                      | 8. September  | Arena Zagreb, Zagreb, Kroatien                       | Amir Mansour WBC-International Schwergewicht-Meisterschaft       | Sieg / KO 3. Runde                 |
| 2018                                                      | 8. Dezember   | Dražen-Petrović-Basketballhalle, Zagreb, Kroatien    | Kevin Johnson (Boxer)                                            | Punktsieg (einstimmig) / 8 Runden  |
| 2019                                                      | 25. Mai       | MGM National Harbor, Oxon Hill, USA                  | Gregory Corbin WBC-International Schwergewicht-Titelverteidigung | Sieg / TKO 1. Runde                |
| 2019                                                      | 24. August    | Centro de Usos Multiples, Hermosillo, Mexico         | Mario Heredia WBC-International Schwergewicht-Titelverteidigung  | Sieg / TKO 3. Runde                |
| 2019                                                      | 7. Dezember   | Diriyah Arena, Diriyah, Saudi-Arabien                | Eric Molina WBC-International Schwergewicht-Titelverteidigung    | Sieg / KO 3. Runde                 |
| 2020                                                      | 26. September | Struer Arena, Struer, Dänemark                       | Alexandre Kartozia                                               | Sieg / KO 2. Runde                 |
| 2020                                                      | 7. November   | Seminole Hard Rock Hotel and Casino, Hollywood, USA  | Rydell Booker IBF-International Schwergewicht-Meisterschaft      | Sieg / TKO 5. Runde                |
| 2021                                                      | 10. September | Wörthersee Stadion, Klagenfurt, Österreich           | Marko Radonjić IBF-International Schwergewicht-Titelverteidigung | Sieg / Aufgabe 3. Runde            |
| 2021                                                      | 4. Dezember   | MGM Grand Garden Arena, Las Vegas, USA               | Emir Ahmatović IBF-International Schwergewicht-Titelverteidigung | Sieg / TKO 3. Runde                |
| 2022                                                      | 20. August    | Dschidda Super Dome, Dschidda, Saudi-Arabien         | Zhang Zhilei                                                     | Punktsieg (einstimmig) / 12 Runden |
| 2023                                                      | 12. August    | The O2 Arena, Greenwich, Großbritannien              | Demsey McKean                                                    | Sieg / TKO 12. Runde               |
| 2023                                                      | 23. Dezember  | Al-Mamlaka-Arena, Riad, Saudi-Arabien                | Mark De Mori                                                     | Sieg / TKO 1. Runde                |
| 2024                                                      | 1. Juni       | Al-Mamlaka-Arena, Riad, Saudi-Arabien                | Daniel Dubois IBF-Interim Schwergewicht-Weltmeisterschaft        | Niederlage / TKO 8. Runde          |
| 2025                                                      | 5. April      | Co-op Live, Manchester, Großbritannien               | Joseph Joyce                                                     | Ausstehend                         |
| Quelle: Filip Hrgović in der BoxRec-Datenbank             |               |                                                      |                                                                  |                                    |